# Trackermodul
Trackermodul (engelska module, egentligen tracker module 'trackermodul') är ett samlingsnamn dels för musikfiler sparade av trackerprogram, dels för själva musiken. En modul består i allmänhet av ett sequencersegment, där noter och tillhörande volym och effekter sparas, och ett samplingssegment, där instrumenten med ljuddata sparas.
En trackermodul kan innehålla ett visst antal ljudkanaler ("spår") beroende på datorns ljudkapacitet. En Commodore 64 kan bara ha 3 kanaler, medan en modern dator kan ha mer än 64 kanaler. 
Trackermodulerna fick ett ordentligt uppsving då Fast Tracker utökade specifikationerna till 32 kanaler och 128 instrument, med upp till 16 samplingar upplagda över tangentbordet i olika sektioner. Tidigare var det vanligt med 4–8 kanaler och 32 instrument, med 1 sampling per styck. Denna utökning gjorde det möjligt att samla till exempel ett helt trumset i ett instrument. Dessutom innehåller varje instrument uppgift om ljudvolym och en pan envelope, för att kunna kontrollera ljudet ytterligare.